# Calconatronite
La calconatronite è un minerale.